# The Burning Heart
The Burning Heart è il quarto album di studio della rock band svedese Takida. L'album entrò nella classifica ufficiale svedese il 5 agosto 2011 e raggiunse il suo picco il 12 agosto 2011. Al 24 agosto 2012, l'album è nella classifica da 54 settimane. L'album ha ricevuto il disco d'oro secondo la Sverigetopplistan

## Tracce
1. Haven Stay
2. Willow And Dead
3. In The Water
4. Was It I?
5. Fire Away
6. The Artist
7. Ending Is Love
8. The Fear
9. The Burning Heart
10. Silence Calls (You and I)
11. It's My Life
12. You Learn